# Les Pearce
Pour les articles homonymes, voir Pearce.
Leslie Pearce (13 octobre 1923 - 21 avril 2018) est un joueur de rugby gallois et un entraîneur. Il joue pour Swansea RFC et Halifax.

## Biographie
Les Pearce naît à Swansea.
Il est l'entraîneur du pays de Galles lors de la Coupe du monde de rugby de 1975. Les Pearce est l'entraîneur d'Halifax lors de la saison 1971-1972 et de Leigh lors de la saison 1972-1973.